# BRP Tarlac (LD-601)
BRP Tarlac (LD-601) là một tàu đổ bộ thuộc lớp tàu đổ bộ Tarlac của Hải quân Philippines. Đây là chiếc tàu thứ hai được đặt tên theo tỉnh Tarlac của Philippines, một trong những tỉnh được xem là có tầm quan trọng trong Cách mạng Philippines giành độc lập khỏi Tây Ban Nha.

## Lịch sử
Con tàu được đặt lườn tại xưởng đóng tàu PT PAL nằm ở Surabaya, Indonesia vào ngày 5 tháng 6 năm 2015, và được hạ thủy vào ngày 17 tháng 1 năm 2016. Con tàu trải qua vài cuộc chạy thử nghiệm, một phần trong đó được tiến hành trong chuyến đi bàn giao từ Indonesia đến Philippines vào tháng 5 năm 2016. Con tàu được tiếp nhận chính thức trong buổi lễ diễn ra vào ngày 16 tháng 5 năm 2016, và đưa vào biên chế Hải quân Philippine vào ngày 1 tháng 6 năm 2016.

### Tại nạn va chạm
Trong khi được triển khai trong chiến dịch phong tỏa chống lại Abu Sayyaf ở đảo Mindanao, BRP Tarlac đã gặp phải một tại nạn va chạm vào đêm 19 tháng 9 năm 2016. Theo các bản báo cáo, con tàu neo đậu cách Bến tàu Ensign Majini Pier 1000 yard về phía nam tại Trạm Hải quân Romulo Espaldon, Thành phố Zamboanga khi MT Tasco, một tàu chở dầu đăng ký ở Liberia bị dạt vào lộ trình của tàu, dẫn đến một cuộc va chạm trước 8 giờ tối. Không có ghi nhận về thương vong nhân mạng và tàu chỉ chịu một vài hư hại nhỏ trên mạn tàu.
Một tai nạn khác xảy ra khi tàu BRP Tarlac va chạm với BRP Gregorio Del Pilar ở Bến tàu 15, Hải cảng Phía Nam, Manila.